# Anchoviella jamesi
Anchoviella jamesi är en fiskart som först beskrevs av Jordan och Alvin Seale 1926.  Anchoviella jamesi ingår i släktet Anchoviella och familjen Engraulidae. Inga underarter finns listade i Catalogue of Life.